# Gyllene Venla
Gyllene Venla (fi. Kultainen Venla) är en TV-gala som bildades 2010 när Kultainen TV och Venla-galan slogs ihop.
Gyllene Venla-priserna delas ut till personer i finländska televisionprogram och talanger. Vinnarna röstas fram av medlemmarna i Televisionsakademin i Finland, som består av yrkesverksamma branschproffs.